# Arthrophytum
Arthrophytum é um género botânico pertencente à família Amaranthaceae.

## Espécies
- Arthrophytum acutifolium
- Arthrophytum affine
- Arthrophytum affine
- Arthrophytum ammodendron
  - Arthrophytum ammodendron var. acutifolium
  - Arthrophytum ammodendron var. aphyllum
- Arthrophytum arborescens
- Arthrophytum articulatum
- Arthrophytum balchaschense
- Arthrophytum betpakdalense
- Arthrophytum betpakdalense
- Arthrophytum griffithii
- Arthrophytum haloxylon
- Arthrophytum iliense
- Arthrophytum korovini
- Arthrophytum korovinii
- Arthrophytum lehmannianum
- Arthrophytum leptocladum
- Arthrophytum lindbergii
- Arthrophytum litvinovii
- Arthrophytum litwinowii
- Arthrophytum longibracteatum
- Arthrophytum persicum
- Arthrophytum pulvinatum
- Arthrophytum regelii
- Arthrophytum schmittianum
- Arthrophytum scoparium
- Arthrophytum subulifolium
- Arthrophytum thomsonii
- Arthrophytum wakhanicum